# Корнат
Корнат је острво у хрватском дијелу Јадранског мора. Највеће је острво Корнатског архипелага, а налази се западно од острва Жут и југозападно од Дугог отока, од којег га дијели већи број мањих острваца испред улаза у залив Телашћица. Острво је дуго 25,2 km, а широко је до 2,5 km. Површина острва износи 52,44 km², док дужина обалске линије износи 68,787 km. Највиши врх — Врх Метелине је висок 225 m. Грађен је од кречњака и доломита кредне старости, као и кречњака еоценске старости. Дна мањих „поља“ и увала испуњава црвеница, тзв. terra rosa, која је врло плодно тло, па су такве површине под маслињацима и воћњацима. Корнат се налази у зони VI и VII ступња сеизмичности по МЦС скали. На Корнату постоји извор воде, али је малог капацитета, вода је заслањена и за вријеме суша пресушује.
Према налазу камене сјекире у пољу Зејковци, први трагови људи датирају из неолита. Прва потврђена колонизација острва датира из времена Илира, а данас се на острву могу видјети остаци њихових четвороуглих боравишта, градина и гомила. Острво се у 14. вијеку називао Insula Scante Marie, а од 17. вијека се усталило име Coronat (Kornat). На острву нема већег насеља. Приликом последњег пописа становништва 2001. на острву је пописано 7 становника.
Административно припада општини Муртер-Корнати у Шибенско-книнској жупанији и преко 90% острва је у приватном власништву Муртерана.